# Чербай (Ядринський район)
Черба́й (рос. Чербай, чув. Чурпай) — присілок у Чувашії Російської Федерації, у складі Персірланського сільського поселення Ядринського району.
Населення — 370 осіб (2010; 416 в 2002, 613 в 1979, 794 в 1939, 792 в 1926, 654 в 1906, 632 в 1897, 381 в 1858). Національний склад — чуваші та росіяни.

## Історія
Історична назва — Чурбай. Засновано 18 століття як виселок села Богородське (Балдаєво). До 1866 року селяни мали статус державних, займались землеробством, тваринництвом, виробництвом взуття та одягу, слюсарством, ковальством, бондарством, виробництвом саней та возів. На початку 20 століття діяли вітряк та крамниця. 1930 року утворено колгосп «Ямоз». До 1927 року присілок входив до складу Балдаєвської волості Ядринського повіту, з переходом на райони 1927 року — у складі Ядринського району.

## Господарство
У присілку працює магазин.